# NGC 2236
NGC 2236 is een open sterrenhoop in het sterrenbeeld Eenhoorn. Het hemelobject werd op 23 februari 1784 ontdekt door de Duits-Britse astronoom William Herschel.

## Synoniemen
- OCL 501